# Ekstraklasa kobiet w tenisie stołowym (2021/2022)
Ekstraklasa kobiet w tenisie stołowym 2021/2022 – rozgrywki pierwszego poziomu ligowego kobiet w Polsce. Brało w niej udział 10 drużyn.
Mistrzem Polski został KU AZS UE Wrocław, który w meczach finałowych dwukrotnie pokonał KTS Enea Siarkopol Tarnobrzeg. Brązowe medale zdobyły drużyny SKTS Sochaczew i Bebetto AZS UJD Częstochowa.

## System rozgrywek
Rozgrywki prowadzone były z udziałem 10 drużyn i były podzielone na dwie fazy: zasadniczą i play-off.
Faza zasadnicza składa się z dwóch rund. Pierwsza runda rozgrywana jest systemem każdy z każdym. W drugiej rundzie gospodarzami spotkań w drugiej rundzie są drużyny, które w pierwszej rundzie w meczu pomiędzy tymi samymi drużynami grały na wyjazdach. Za zwycięstwo 3:0 lub 3:1 drużyny otrzymują 3 punkty, za zwycięstwo 3:2 – 2 punkty, zaś za porażkę 2:3 – 1 punkt. Za porażkę 0:3 lub 1:3 drużyny nie otrzymują punktów.
Do fazy play-off awansują 4 drużyny. W półfinałach zostaną rozegrane dwumecze. Pary zostaną ustalone na podstawie tabeli po rundzie zasadniczej (1-4, 2-3). Gospodarzami pierwszego meczu będą drużyny z niższego miejsc. Zwycięzcy półfinałów awansują do finału, gdzie zostanie rozegrany dwumecz, a gospodarzem pierwszego meczu będzie drużyna z niższego miejsca po fazie zasadniczej. Drużyna, która wygra finał otrzyma tytuł Drużynowego Mistrza Polski kobiet, puchar i złote medale, a zespół pokonany w finale otrzyma puchar i srebrne medale. Drużyny, które odpadły w półfinałach, otrzymają brązowe medale. Do 1. ligi spadną dwie ostatnie drużyny po fazie zasadniczej.
Każdy mecz składa się z 3-5 gier rozgrywanych kolejno na jednym stole. Mecz kończy się wraz z uzyskaniem przez jedną drużyn trzech zwycięstw. Układ gier w meczu.
| 1. gra | 2. gra | 3. gra | 4. gra | 5. gra |
| ------ | ------ | ------ | ------ | ------ |
| A–X    | B–Y    | C–Z    | A–Y    | B–X    |

## Składy drużyn
Zgłoszenia imiennych składów należało dokonać do 15 sierpnia 2021 roku. Minimalna liczba zgłoszonych zawodników wynosi 6, natomiast maksymalna – 15
| Bebetto AZS UJD Częstochowa  | Bebetto AZS UJD Częstochowa | KS Bogoria Grodzisk Mazowiecki | KS Bogoria Grodzisk Mazowiecki | AZS PWSiP Łomża                    | AZS PWSiP Łomża                    | MUKS Start Nadarzyn    | MUKS Start Nadarzyn    |
| ---------------------------- | --------------------------- | ------------------------------ | ------------------------------ | ---------------------------------- | ---------------------------------- | ---------------------- | ---------------------- |
| Tetiana Biłenko              | 23 listopada 1983(dts)      | Aleksandra Falarz              | 24 stycznia 1996(dts)          | Weronika Łuba-Arnista              | 18 grudnia 1992(dts)               | Daria Duralak          | 28 lipca 2004(dts)     |
| Anastasija Dymytrenko        | 8 listopada 2002(dts)       | Michalina Górska               | 6 stycznia 2003(dts)           | Ren Bingran                        | 21 listopada 1992(dts)             | Paulina Krzysiek       | 12 sierpnia 1996(dts)  |
| Gabriela Dyszkiewicz         | 1 stycznia 2000(dts)        | Katarzyna Grzybowska-Franc     | 30 kwietnia 1989(dts)          | Magdalena Sikorska                 | 31 maja 1986(dts)                  | Klaudia Kusińska       | 22 stycznia 1993(dts)  |
| Joanna Narkiewicz            | 11 listopada 1975(dts)      | Zuzanna Gutkowska              | 17 stycznia 2008(dts)          | Marta Smętek                       | 24 lipca 1986(dts)                 | Ma Yuhan               | 25 marca 2000(dts)     |
| Aleksandra Pięta             | 2 maja 1991(dts)            | Darja Kisiel                   | 11 lutego 2002(dts)            | Joanna Sokołowska                  | 15 marca 2001(dts)                 | Katarzyna Ślifirczyk   | 16 marca 1993(dts)     |
| Julia Szemiel                | 5 grudnia 1999(dts)         | Martyna Lis                    | 25 marca 2002(dts)             | Zhao Xia                           | 28 maja 1983(dts)                  | Dominika Wołowiec      | 4 lutego 1997(dts)     |
| Roksana Załomska             | 29 kwietnia 1991(dts)       | Milena Mirecka                 | 7 stycznia 2008(dts)           |                                    |                                    |                        |                        |
|                              |                             | Zofia Śliwka                   | 15 maja 2007(dts)              |                                    |                                    |                        |                        |
|                              |                             | Katarzyna Trochimiuk           | 25 marca 2002(dts)             |                                    |                                    |                        |                        |
|                              |                             | Julia Więckowska               | 25 października 2002(dts)      |                                    |                                    |                        |                        |
|                              |                             | Antonina Zembowicz             | 1 marca 2007(dts)              |                                    |                                    |                        |                        |
| SKTS Sochaczew               | SKTS Sochaczew              | KTS Enea Siarkopol Tarnobrzeg  | KTS Enea Siarkopol Tarnobrzeg  | MKS Lucrum Skarbek Tarnowskie Góry | MKS Lucrum Skarbek Tarnowskie Góry | KS Gotyk Toruń         | KS Gotyk Toruń         |
| Irina Ciobanu                | 5 sierpnia 1995(dts)        | Fu Yu                          | 29 listopada 1978(dts)         | Kinga Falarz                       | 12 listopada 1997(dts)             | Zuzanna Błażejewicz    | 13 stycznia 2001(dts)  |
| Natalia Gawrylczyk-Zielińska | 6 lutego 1986(dts)          | Gu Ruochen                     | 3 stycznia 1994(dts)           | Ewa Filiczak                       | 10 marca 2001(dts)                 | Sara Breńska           | 29 listopada 1998(dts) |
| Daria Łuczakowska            | 20 maja 1984(dts)           | Han Ying                       | 29 kwietnia 1983(dts)          | Klaudia Franaszczuk                | 7 kwietnia 2002(dts)               | Izabela Frączak-Wróbel | 1975                   |
| Ilona Sztwiertnia            | 6 grudnia 2004(dts)         | Li Qian                        | 30 lipca 1986(dts)             | Aleksandra Gołębiowska             | 30 kwietnia 2007(dts)              | Anna Jędrzejewska      | 24 czerwca 1996(dts)   |
| Zuzanna Wielgos              | 8 listopada 2005(dts)       | Aleksandra Michalak            | 6 lipca 2001(dts)              | Natalia Młynek                     | 5 kwietnia 1998(dts)               | Oktawia Karkoszka      | 24 marca 1989(dts)     |
| Aleksandra Wojtczak          | 26 maja 2000(dts)           | Wiktorija Pawłowicz            | 8 maja 1978(dts)               | Magdalena Rakowska                 | 22 kwietnia 2005(dts)              | Ewa Krzyżanowska       | 1985                   |
|                              |                             | Elizabeta Samara               | 15 kwietnia 1989(dts)          | Natalia Szymczyk                   | 15 kwietnia 2003(dts)              | Tatiana Kukuľková      | 18 lipca 2000(dts)     |
|                              |                             | Kinga Stefańska                | 22 stycznia 1980(dts)          | Julia Tomecka                      | 5 grudnia 2002(dts)                | Emilia Maruszak        | 26 grudnia 2006(dts)   |
|                              |                             | Julia Szczepanik               | 23 marca 2004(dts)             |                                    |                                    | Adrianna Szulc         | 25 lipca 1990(dts)     |
|                              |                             | Agata Zakrzewska               | 16 lutego 2000(dts)            |                                    |                                    | Wiktoria Wróbel        | 23 kwietnia 2006(dts)  |
| KU AZS UE Wrocław            | KU AZS UE Wrocław           | Akademia Zamojska Zamość       | Akademia Zamojska Zamość       |                                    |                                    |                        |                        |
| Natalia Bajor                | 7 marca 1997(dts)           | Anna Brzyska                   | 16 czerwca 2005(dts)           |                                    |                                    |                        |                        |
| Julia Furman                 | 6 marca 2005(dts)           | Karolina Lalak                 | 8 czerwca 1998(dts)            |                                    |                                    |                        |                        |
| Natalia Gaworska             | 7 lutego 2007(dts)          | Aleksandra Osuch               | 20 października 2002(dts)      |                                    |                                    |                        |                        |
| Zuzanna Gaworska             | 30 kwietnia 2003(dts)       | Wiktoria Puzio                 | 21 lipca 2002(dts)             |                                    |                                    |                        |                        |
| Julia Girulska               | 2 stycznia 2002(dts)        | Rui Fang Dong                  | 27 marca 1975(dts)             |                                    |                                    |                        |                        |
| Malwina Jarecka              | 8 marca 2006(dts)           |                                |                                |                                    |                                    |                        |                        |
| Paula Krysińska              | 23 listopada 2005(dts)      |                                |                                |                                    |                                    |                        |                        |
| Anna Węgrzyn                 | 9 stycznia 2001(dts)        |                                |                                |                                    |                                    |                        |                        |
| Katarzyna Węgrzyn            | 9 stycznia 2001(dts)        |                                |                                |                                    |                                    |                        |                        |
| Magdalena Włodarczyk         | 15 kwietnia 2001(dts)       |                                |                                |                                    |                                    |                        |                        |

## Kluby
Przed rozpoczęciem sezonu klub Dojlidy Białystok poinformował, że nie wystąpi do rozgrywek ekstraklasy kobiet w sezonie 2021/2022. Ich miejsce zajął klub KS Bogoria Grodzisk Mazowiecki.
| Klub                               | Miasto              | Sezon 2020/2021 |
| ---------------------------------- | ------------------- | --------------- |
| Bebetto AZS UJD Częstochowa        | Częstochowa         | Półfinał        |
| KS Bogoria Grodzisk Mazowiecki     | Grodzisk Mazowiecki | Awans z 1. ligi |
| AZS PWSiP Łomża                    | Łomża               | 7. miejsce      |
| MUKS Start Nadarzyn                | Nadarzyn            | 5. miejsce      |
| SKTS Sochaczew                     | Sochaczew           | Półfinał        |
| KTS Enea Siarkopol Tarnobrzeg      | Tarnobrzeg          | Mistrz          |
| MKS Lucrum Skarbek Tarnowskie Góry | Tarnowskie Góry     | Awans z 1. ligi |
| KS Gotyk Toruń                     | Toruń               | 8. miejsce      |
| KU AZS UE Wrocław                  | Wrocław             | Wicemistrz      |
| Akademia Zamojska Zamość           | Zamość              | Awans z 1. ligi |

## Faza zasadnicza
| Poz. | Drużyna                            | M  | Z  | P  | Pojedynki | Punkty |
| ---- | ---------------------------------- | -- | -- | -- | --------- | ------ |
| 1.   | KTS Enea Siarkopol Tarnobrzeg      | 18 | 18 | 0  | 54:13     | 50     |
| 2.   | KU AZS UE Wrocław                  | 18 | 14 | 4  | 45:18     | 41     |
| 3.   | SKTS Sochaczew                     | 18 | 13 | 5  | 43:25     | 37     |
| 4.   | Bebetto AZS UJD Częstochowa        | 18 | 11 | 7  | 41:29     | 35     |
| 5.   | AZS PWSiP Łomża                    | 18 | 10 | 8  | 33:33     | 29     |
| 6.   | MUKS Start Nadarzyn                | 18 | 8  | 10 | 29:39     | 20     |
| 7.   | KS Gotyk Toruń                     | 18 | 5  | 13 | 31:44     | 20     |
| 8.   | Bogoria Grodzisk Mazowiecki        | 18 | 5  | 13 | 26:43     | 18     |
| 9.   | Akademia Zamojska Zamość           | 18 | 4  | 14 | 25:46     | 14     |
| 10.  | MKS Lucrum Skarbek Tarnowskie Góry | 18 | 2  | 16 | 14:51     | 6      |

|     | CZĘ | GRO | ŁOM | NAD | SOC | TAR | TGÓ | TOR | WRO | ZAM |
| CZĘ | –   | 3:0 | 0:3 | 3:0 | 3:1 | 1:3 | 3:1 | 3:1 | 3:1 | 3:1 |
| GRO | 2:3 | –   | 1:3 | 1:3 | 0:3 | 2:3 | 3:0 | 3:1 | 0:3 | 3:1 |
| ŁOM | 0:3 | 3:1 | –   | 3:1 | 2:3 | 0:3 | 3:0 | 3:0 | 0:3 | 3:1 |
| NAD | 0:3 | 1:3 | 3:0 | –   | 3:2 | 0:3 | 3:0 | 3:2 | 1:3 | 3:2 |
| SOC | 3:1 | 3:2 | 3:1 | 3:1 | –   | 0:3 | 3:0 | 3:2 | 3:1 | 3:0 |
| TAR | 3:2 | 3:0 | 3:0 | 3:0 | 3:1 | –   | 3:0 | 3:1 | 3:0 | 3:1 |
| TGÓ | 1:3 | 1:3 | 1:3 | 0:3 | 0:3 | 2:3 | –   | 3:2 | 0:3 | 1:3 |
| TOR | 3:0 | 3:1 | 2:3 | 2:3 | 0:3 | 2:3 | 3:1 | –   | 1:3 | 3:2 |
| WRO | 3:2 | 3:0 | 3:0 | 3:1 | 3:0 | 1:3 | 3:0 | 3:0 | –   | 3:1 |
| ZAM | 3:2 | 3:1 | 2:3 | 3:0 | 0:3 | 0:3 | 1:3 | 1:3 | 0:3 | –   |

## Play-off
|  | Półfinały | Półfinały                     | Półfinały | Półfinały |  |  | Finał | Finał                         | Finał | Finał |
|  |           |                               |           |           |  |  |       |                               |       |       |
|  | 1         | KTS Enea Siarkopol Tarnobrzeg | 3         | 3         |  |  |       |                               |       |       |
|  | 4         | Bebetto AZS UJD Częstochowa   | 0         | 2         |  |  |       |                               |       |       |
|  |           |                               |           |           |  |  | 1     | KTS Enea Siarkopol Tarnobrzeg | 0     | 1     |
|  |           |                               |           |           |  |  | 2     | KU AZS UE Wrocław             | 3     | 3     |
|  | 3         | SKTS Sochaczew                | 2         | 0         |  |  |       |                               |       |       |
|  | 2         | KU AZS UE Wrocław             | 3         | 3         |  |  |       |                               |       |       |

### Półfinały
| Gospodarze                    | Wynik                  | Goście                        |
| 1. półfinał                   | 1. półfinał            | 1. półfinał                   |
| ----------------------------- | ---------------------- | ----------------------------- |
| KTS Enea Siarkopol Tarnobrzeg | 6 maja 2022 (g. 17:00) | Bebetto AZS UJD Częstochowa   |
| Bebetto AZS UJD Częstochowa   | 8 maja 2022 (g. 16:00) | KTS Enea Siarkopol Tarnobrzeg |
| 2. półfinał                   |                        |                               |
| SKTS Sochaczew                | 6 maja 2022 (g. 18:00) | KU AZS UE Wrocław             |
| KU AZS UE Wrocław             | 8 maja 2022 (g. 16:00) | SKTS Sochaczew                |

### Finał
| KU AZS UE Wrocław   | 3:0                 | KTS Enea Siarkopol Tarnobrzeg |
| 11 maja 2022, 18:00 | 11 maja 2022, 18:00 | 11 maja 2022, 18:00           |
| ------------------- | ------------------- | ----------------------------- |
| Katarzyna Węgrzyn   | 3:2                 | Wiktorija Pawłowicz           |
| Natalia Bajor       | 3:2                 | Yu Fu                         |
| Anna Węgrzyn        | 3:2                 | Kinga Stefańska               |

| KTS Enea Siarkopol Tarnobrzeg | 1:3                 | KU AZS UE Wrocław   |
| 13 maja 2022, 17:00           | 13 maja 2022, 17:00 | 13 maja 2022, 17:00 |
| ----------------------------- | ------------------- | ------------------- |
| Yu Fu                         | 3:0                 | Anna Węgrzyn        |
| Elizabeta Samara              | 0:3                 | Natalia Bajor       |
| Kinga Stefańska               | 2:3                 | Katarzyna Węgrzyn   |
| Yu Fu                         | 0:3                 | Natalia Bajor       |

## Medaliści
| Lp. | Drużyna                       |
| --- | ----------------------------- |
| 1.  | KU AZS UE Wrocław             |
| 2.  | KTS Enea Siarkopol Tarnobrzeg |
| 3.  | SKTS Sochaczew                |
| 3.  | Bebetto AZS UJD Częstochowa   |